# لانرودلاد (أنغلزي)
لانرودلاد (بالويلزية: Llanrhuddlad) هي قرية في مجتمع كيلخ-إ-غارن، أنغلزي، ويلز، على بعد 5 أميال (8 كم) من هوليهيد و142 ميلاً (229 كم) من كارديف و225 ميلاً (362 كم) من لندن.